# Antikes Kupferbergwerk Tonglüshan

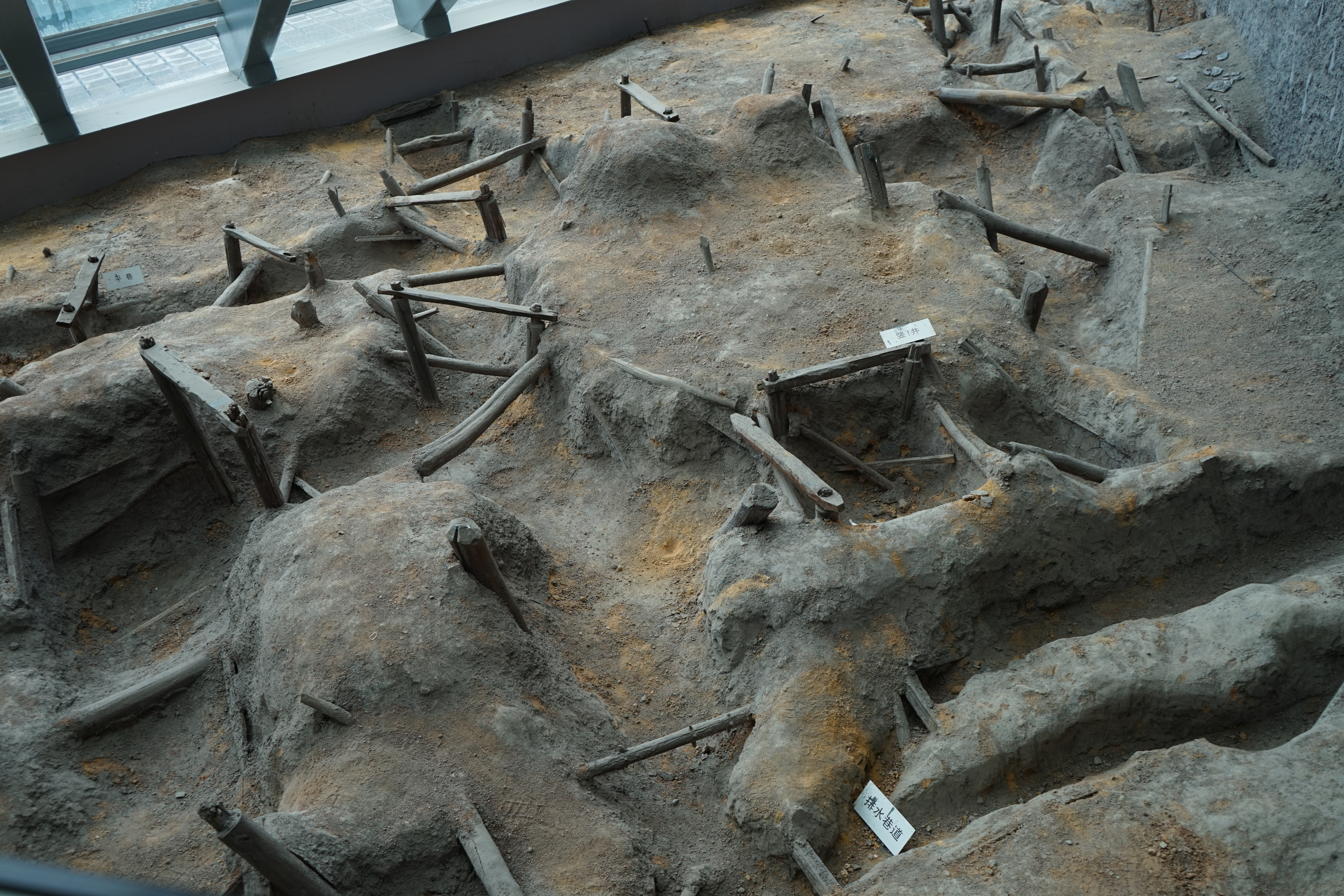
Teilweise Wiederherstellung der Bergbaustätte Nr. 7 im Berg Tonglü.

Das antike Kupferbergwerk Tonglüshan (chinesisch 铜绿山古铜矿, Pinyin Tónglǜshān gǔ tóngkuàng) war ein Komplex verschiedener Kupferbergwerke und Hüttstätten aus der Zeit der westlichen Zhou- bis westlichen Han-Dynastie auf dem Gebiet von Daye, einer kreisfreien Stadt der bezirksfreien Stadt Huangshi in der chinesischen Provinz Hubei. Sie werden auf die Zeit des 9. bis. 1. Jahrhunderts v. Chr. datiert und wurden zwischen 1974 und 1985 ausgegraben.
Das antike Kupferbergwerk wurde im Kupfertagebau Tonglüshan entdeckt. Der antike Abbau fand an zwölf verschiedenen Kupfervorkommen statt. Insgesamt wurden mehrere hundert Schächte und Stollen, Werkzeuge zum Abbau sowie mehrere Schmelzöfen zur Verhüttung des Erzes entdeckt. Anhand der Schlacke wurde die Menge des abgebauten Kupfererzes auf etwa 80.000 bis 100.000 Tonnen geschätzt. Aufgrund der Brüchigkeit des Gesteins war das Erz auch mit primitiven Werkzeugen abbaubar, zur Sicherung war aufwändiger Ausbau notwendig.
Die Stätte des antiken Kupferbergwerks Tonglüshan (Tonglüshan gu tongkuang yizhi 铜绿山古铜矿遗址) steht seit 1982 auf der Liste der Denkmäler der Volksrepublik China (2-51).